# رغد العيش
رغد العيش كتاب من تأليف روبين شارما  وترجمة عمر فايد، كتاب تنمية بشرية يقدم فيه روبين شارما فرصة ثانية كي تغير بقوة ما ستسمعه في «عشائك التقديري» ذلك الاحتفال التخيلي الذي يستهل به المؤلف كتابه والذي يكون في نهاية حياتك.. ماذا تحب أن تسمع فيه عنك؟ يؤك الكاتب على إن مؤلفه هذا دعوة كبيرة لليقظة فإذا طبقت ما فيه واتبعت بجدية وانتظام البرنامج (المتمحور حول العقل - الجسد - الشخصية) سيغير حياتك بطريقة سحرية. إن تحولك إلى أفضل شخص يمكن أن تكون عليه هو أنبل المساعي في الحياة. والتحكم في الذات بمثابة الحمض النووي للتحكم في هذه الحياة. إن كنت ترغب في قيادة شركة ما، عليك أن تتعلم كيف تقود نفسك أولاً. النجاح من الخارج يبدأ بالنجاح من الداخل وإن كنت ترغب بحق في أن تحدث تحسنًا جذريًا في مستوى عالمك الخارجي فلتبدأ أولاً في تحسين عالمك الداخلي. لا يوجد مسعى أكثر نبلاً من تعلم سبر أغوار قدرات عقلك الكامنة وأن تصبح على أفضل صورة يمكنك الوصول إليها. هذا هو التحدي الأعظم لإتقان برنامج رَغَد العيش!
صدر الكتاب بنسخته الإنجليزية في شهر يوليو (تموز) عام 1995 وترجم إلى عدد من اللغات منها العربية التي صدرت الطبعة الأولى منها عن دار شغف للنشر والتوزيع في يونية عام 2019، وقد حقق الكتاب مبيعات كبيرة وصدرت الطبعة الثالثة منه مؤخراً، خاصة بعد مبيعات الدار من الكتاب في معرض القاهرة الدولي للكتاب. يتكون الكتاب من ثلاثة أجزاء ويقع في 357 صفحة.

## أجزاءالكتاب
- الجزءالأول: فلسفة رغد العيش 9
- الجزءالثاني: مائتي سر من أسرار الإتقان لرغد العيش! 187
- الجزءالثالث: برنامج 30 يومًا لرغد العيش! 269

## وصلات خارجية
- الكتاب المترجم على موقع دار شغف للنشر والتوزيع
- كتاب رغد العيش على موقع عصير الكتب